# Kyrkträsket
Kyrkträsket (finska: Kirkkojärvi) är en sjö i Finland. Den ligger i Mörskom i landskapet Nyland, i den södra delen av landet, 70 km nordost om huvudstaden Helsingfors. Kyrkträsket ligger 34,6 meter över havet. Arean är 1,6 kvadratkilometer och strandlinjen är 8,59 kilometer lång. Sjön  ingår i Forsby å huvudavrinningsområde.   I omgivningarna runt Kyrkträsket växer i huvudsak blandskog. Den sträcker sig 1,4 kilometer i nord-sydlig riktning, och 3,0 kilometer i öst-västlig riktning.
Följande samhällen ligger vid Kyrkträsket:
- Mörskom